# Stylodipus andrewsi
Stylodipus andrewsi är en däggdjursart som beskrevs av Allen 1925. Stylodipus andrewsi ingår i släktet Stylodipus och familjen hoppmöss. IUCN kategoriserar arten globalt som livskraftig. Inga underarter finns listade i Catalogue of Life.
Individerna blir 113 till 130 mm långa (huvud och bål), har en 136 till 150 mm lång svans och väger cirka 60 g. Bakfötterna är 50 till 59 mm långa och öronen är 16 till 18 mm stora. Huvudet kännetecknas av grå päls på toppen och av vita fläckar över ögonen samt bakom öronen. På ovansidan förekommer stråfärgad päls med grå skugga. Djuret har en vit strimma på låren och en vit undersida. Även den största delen av svansen är täckt av stråfärgad päls och vid slutet finns en platt tofs. Dessutom är cirka 30 mm av svansspetsen svart. Bakfötterna har bara tre tår och mellan tårna finns borstiga hår. Jämförd med Stylodipus telum har arten alltid premolara tänder i överkäken.
Denna gnagare lever i Mongoliet och i norra Kina. Habitatet utgörs främst av öknar och halvöknar samt av torra buskskogar och barrskogar. Arten är aktiv på natten och äter frön, blad och rötter. Honor har en kull per år med 2 till 4 ungar.